# اوله کویچ
اوله کویچ (انگلیسی: Oleh Kvych؛ زادهٔ ۱۲ سپتامبر ۱۹۹۶) بازیکن فوتبال اهل اوکراین است.
وی همچنین در تیم‌های ملی فوتبال Ukraine national under-18 football team و Ukraine national under-19 football team بازی کرده‌است.